# D3DX
D3DX je dynamická knihovna rozhraní DirectX. Obsahuje užitečné matematické a jiné funkce (např. pro práci s vektory, maticemi, quaterniony, …). Součástí knihovny jsou ovšem také speciální třídy pro práci s čárami, modely a texturami. Umožňuje např. jednoduchým způsobem načítat z disku i z paměti .x objekty a nejpoužívanější formáty textur.